# Живанович, Миленко
Миленко Живанович (серб. Миленко Живановић, род. 30 мая 1946, Ратковичи, Сребреница) — сербский генерал и военный деятель, военачальник Войска Республики Сербской в период войны в Боснии и Герцеговине.

## Биография
Миленко Живанович родился 30 мая 1946 года в селе Ратковичи в общине Сребреница, в семье Видое и Обрении Живанович. В 1962 году окончил начальную школу, а в 1966 году — гимназию в Сребренице. Военное образование получил в Военной академии Сухопутных войск и Командно-штабной академии Сухопутных войск. Службу проходил в Пуле, Карловаце, Задаре, Бенковаце, Сараеве и Валеве.
Участник Боснийской войны. Начальник артиллерии Главного штаба войска Республики Сербской в мае-ноябре 1992 года. Командир Дринского корпуса в ноябре 1992 — июле 1995 годов.